# 希亚姆·普拉萨德·慕克吉博士隧道
希亚姆·普拉萨德·慕克吉博士隧道（Dr. Syama Prasad Mookerjee Tunnel），简称希亚姆隧道，原名切纳尼-纳什里隧道（Chenani-Nashri Tunnel），是印度一座公路隧道，位于喜马拉雅山脚下的查谟-克什米尔邦乌德汉普尔县境内，切纳尼以北约2公里。该隧道是44国道斯利那加至查谟段四车道拓宽计划的一部分，也是印度最长的公路隧道，使切纳尼与纳什里之间的距离从41公里缩短至10公里，同时，44国道将不再翻越帕特尼山，从而减少因冬季降雪及雪崩而引起的交通堵塞。隧道以印度人民同盟创始人希亚姆·普拉萨德·慕克吉的名字命名，他曾在贾瓦哈拉尔·尼赫鲁总理的内阁担任过工业供应部长。
该隧道为一条直径13.3（43.6英尺）单洞双车道隧道，同时沿主隧道旁平行设置了一条直径5（16.4英尺）的逃生隧道，用于紧急抢修、火灾排烟及事故中的人员疏散，分别每隔300米和1,200米设一条人行和车辆横向通道连接至主隧道。此外，在切纳尼还将新建一所拥有100张床位的应急医院。该隧道的最大埋深将达到1,500（4,921.3英尺），将大大降低现有公路的海拔高度及弯道数量，坡度也从4.5%降低到约0.5%。
截止2013年2月，隧道工程的挖掘工作已完成54%，计划于2016年5月前竣工。但到2016年10月，官方通报称隧道可能在11月底到12月初才能开通；然而，2016年11月底，由于滑坡毁坏了进出隧道北端的连接道路，该隧道的开通时间不得不再次推迟至2017年1月。最终，该隧道于2017年4月2日建成通车。